# Kazuo Ietani
Kazuo Ietani (jap. 家谷 和男, Ietani Kazuo; * 25. August 1977 in Tatsuno) ist ein ehemaliger japanischer Langstreckenläufer.
2001 wurde er Sechster beim Tokyo International Men’s Marathon und Zweiter bei der Japanischen Firmenmeisterschaft im Halbmarathon. Einem Sieg beim Halbmarathon der Ostasienspiele in Ōsaka folgte ein 24. Platz bei den Halbmarathon-Weltmeisterschaften in Bristol. Im Jahr darauf kam er beim Rotterdam-Marathon auf den 15. Platz.
2004 wurde er Dritter beim Kagawa-Marugame-Halbmarathon, Neunter bei der Japanischen Halbmarathon-Firmenmeisterschaft, Zwölfter beim Sapporo-Halbmarathon und Vierter beim Great Scottish Run. Im darauffolgenden Jahr wurde er nach vierten Plätzen beim Kagawa-Marugame-Halbmarathon und bei der Japanischen Halbmarathon-Firmenmeisterschaft Fünfter über 10.000 m bei den Leichtathletik-Asienmeisterschaften 2005 in Incheon. Bei den Halbmarathon-WM in Edmonton wurde er Achter in der Einzelwertung und gewann mit der japanischen Mannschaft Bronze.
2006 wurde er Vierter beim Kagawa-Marugame-Halbmarathon und Zweiter bei der Japanischen Halbmarathon-Firmenmeisterschaft. Bei den Straßenlauf-WM in Debrecen über 20 km belegte er den 27. Rang. 2007 wurde er Siebter bei der Japanischen Halbmarathon-Firmenmeisterschaft, und 2008 gewann er nach einem zweiten Platz beim Kyōto-Halbmarathon und einem dritten Platz beim Sendai-Halbmarathon den Gold-Coast-Marathon. Bei den Halbmarathon-WM in Rio de Janeiro lief er auf Platz 37 ein.
2014 erklärte er seinen Rücktritt vom Leistungssport. Er startete für das Team von Sanyo.

## Persönliche Bestzeiten
- 5000 m: 13:36,93 h, Abashiri
- 10.000 m: 28:13,83 h, 29. September 2001, Kanazawa
- Halbmarathon: 1:01:30 h, 11. März 2001, Yamaguchi
- Marathon: 2:12:37 h, 18. Februar 2001, Tokio